# 퍼그워시 회의

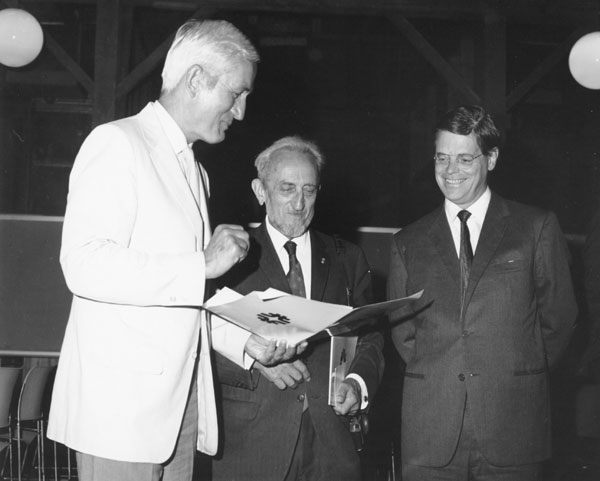

퍼그워시 회의(Pugwash Conferences, 정식으로는 과학과 국제 정세에 관한 퍼그워시 회의(Pugwash Conferences on Science and World Affairs, 문화어: 과학과 세계 문제에 관한 파그워시 대회)는 모든 핵무기및 모든 전쟁의 근절을 호소하는 과학자에 의해 만들어진 국제회의이다.
버트런드 러셀과 알버트 아인슈타인에 의해 러셀-아인슈타인 선언으로 이에 영향을 받은 11명의 저명한 과학자들에 의해 창설되었다.
1957년 7월 7일, 캐나다 노바스코샤주 퍼그워시에 있는 별장에서, 유카와 히데키, 토모나가 신이치로, 오가와 이와오, 막스 보른, 프레데리크 졸리오퀴리등 10여 개국 22명의 과학자들이 모여, 제 1차 퍼그워시 회의가 열렸다. 회의에서는 모든 핵무기를 절대악이라 규정하였다.
하지만 제 2차 회의 이후, 핵무기에 대한 평가가 변화해, 핵무기 폐기를 주장하는 러셀측과, 핵무기와의 공존을 주장하는 레오 실라드측 과의 대립이 극명해졌다.（실라드는 핵억지 이론측에 섰다）. 핵억지 이론이 회의에 정착하기 시작해 1964년 제 12차 회의에서, 최소억지의 원칙은 전반적으로 군비감축이 가능한 가장 유용한 방법으로 여겨진다.
1958년 9월 20일, 오스트리아 빈에서 열린, 제 3차 퍼그워시 회의 에서, 빈 선언이 채택되었다.
한편 후일 미국에게 있어 소련을 반전운동의 거점이 되도록 유도한 것은 미국 평화 위원회（US Peace Council）인데, 미국 첩보 위원회에서 이 조직과 관계 깊은 조직으로 퍼그워시 회의가 수면 위로 올라왔다.
1995년 퍼그워시 회의 창설자 조지프 로트블랫과 공동으로 노벨 평화상을 수상했다.

## 과거의 회의
초기 퍼그워시 회의의 개최지와 회의 기간은 아래와 같다.
|         | 개최지                                    | 회의 기간                   |
| ------- | ----------------------------------------- | --------------------------- |
| 제 1회  | 캐나다, 노바스코샤주 퍼그워시             | 1957년7월7–10일             |
| 제 2회  | 캐나다, 퀘백 주 라크보포르 (Lac-Beauport) | 1958년3월31일–4월11일       |
| 제 3회  | 오스트리아, 키츠뷔엘 및 빈                | 1958년9월14일–20일          |
| 제 4회  | 오스트리아, 바덴                          | 1959년6월25일–7월4일        |
| 제 5회  | 캐나다, 노바스코샤주 퍼그워시             | 1959년8월24일–29일          |
| 제 6회  | 소련, 모스크바                            | 1960년11월27일–12월5일      |
| 제 7회  | 미국, 버몬트주 스토(Stowe)                | 1961년9월5일–9일            |
| 제 8회  | 미국, 버몬트주 스토우                     | 1961년9월1일–16일           |
| 제 9회  | 영국, 캠브리지                            | 1962년8월25–30일            |
| 제 10회 | 영국, 런던                                | 1962년9월3–7일              |
| 제 11회 | 유고슬라비아, 두브로 부니크               | 1963년9월20–25일            |
| 제 12회 | 인도, 우다이푸르                          | 1964면1월27일–2월1일        |
| 제 13회 | 체코슬로바키아, 카를로비바리              | 1964년9월13–19일            |
| 제 14회 | 이탈리아, 베네치아                        | 1965년4월11–16일            |
| 제15회  | 에디오피아, 아디스아바바                  | 1965년12월29일–1966년1월3일 |
| 제 16회 | 폴란드, 소포트                            | 1966년9월11–16일            |
| 제 17회 | 스웨덴, 론네뷔(Ronneby)                   | 1967년9월3–8일              |
| 제 18회 | 프랑스, 니스                              | 1968년9월11–16일            |
| 제 19회 | 구소련, 소치                              | 1969년10월22–27일           |
| 제 20회 | 미국, 위스콘신주 폰타나(Fontana)          | 1970년9월9–15일             |
| 제 21회 | 루마니아, 시나야                          | 1971년8월26–31일            |

## 같이 보기
- 반핵운동